# Bia (kiến trúc)

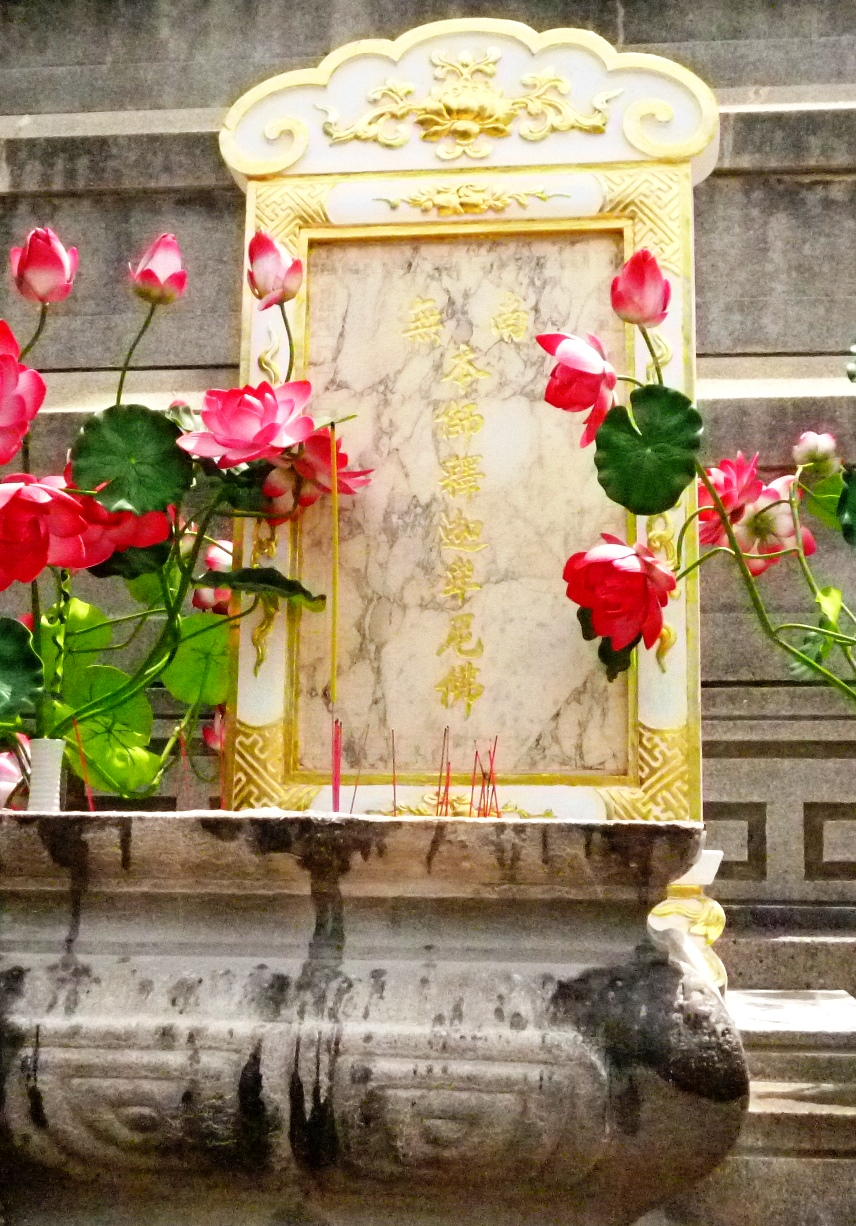
Bia đá mạ vàng trên bảo tháp Thích Ca Phật Đài ở Thiền Lâm Tự, Bà Rịa-Vũng Tàu

Bia (chữ Hán:碑; phiên âm: "bi") là vật tạo tác dạng phiến dẹp có mặt phẳng thường làm bằng đá, kim loại hay gỗ, kích thước thường có chiều cao lớn hơn bề ngang, dựng lên để kỷ niệm một nhân vật hay sự việc (bia tưởng niệm, bia thờ). Bia thường khắc chữ (văn bia) hoặc trang trí họa tiết hoặc cả hai. Thể thức trang trí có thể là khắc chìm hoặc khắc nổi (phù điêu). Bia cũng có trường hợp được sơn màu. Bia còn được dùng làm mốc đánh dấu biên giới và ranh giới đất đai. Bia ký là một hình thức lưu trữ tư liệu thành văn có từ thời cổ đại. Ngày nay bia được sử dụng rộng rãi tại các phần mộ trong nghĩa trang để ghi thông tin người đã qua đời (bia mộ) hoặc được dựng lên tại các địa điểm diễn ra sự kiện lịch sử để ghi lại tư liệu về sự kiện đó.

## Ai Cập

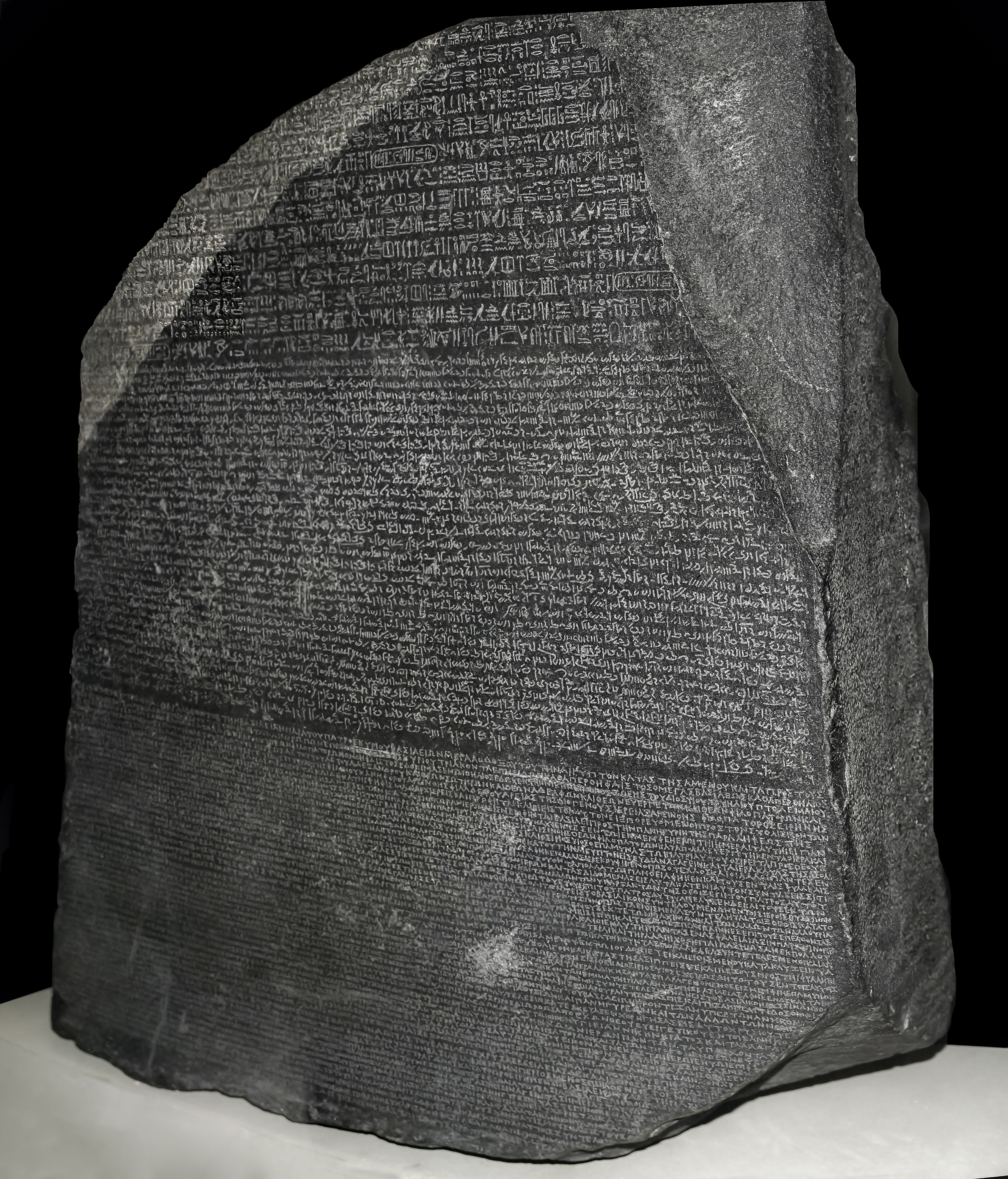
Bia Rosetta khắc năm 196 TCN là tấm bia nổi tiếng nắm giữ chìa khóa để giải mã chữ tượng hình Ai Cập

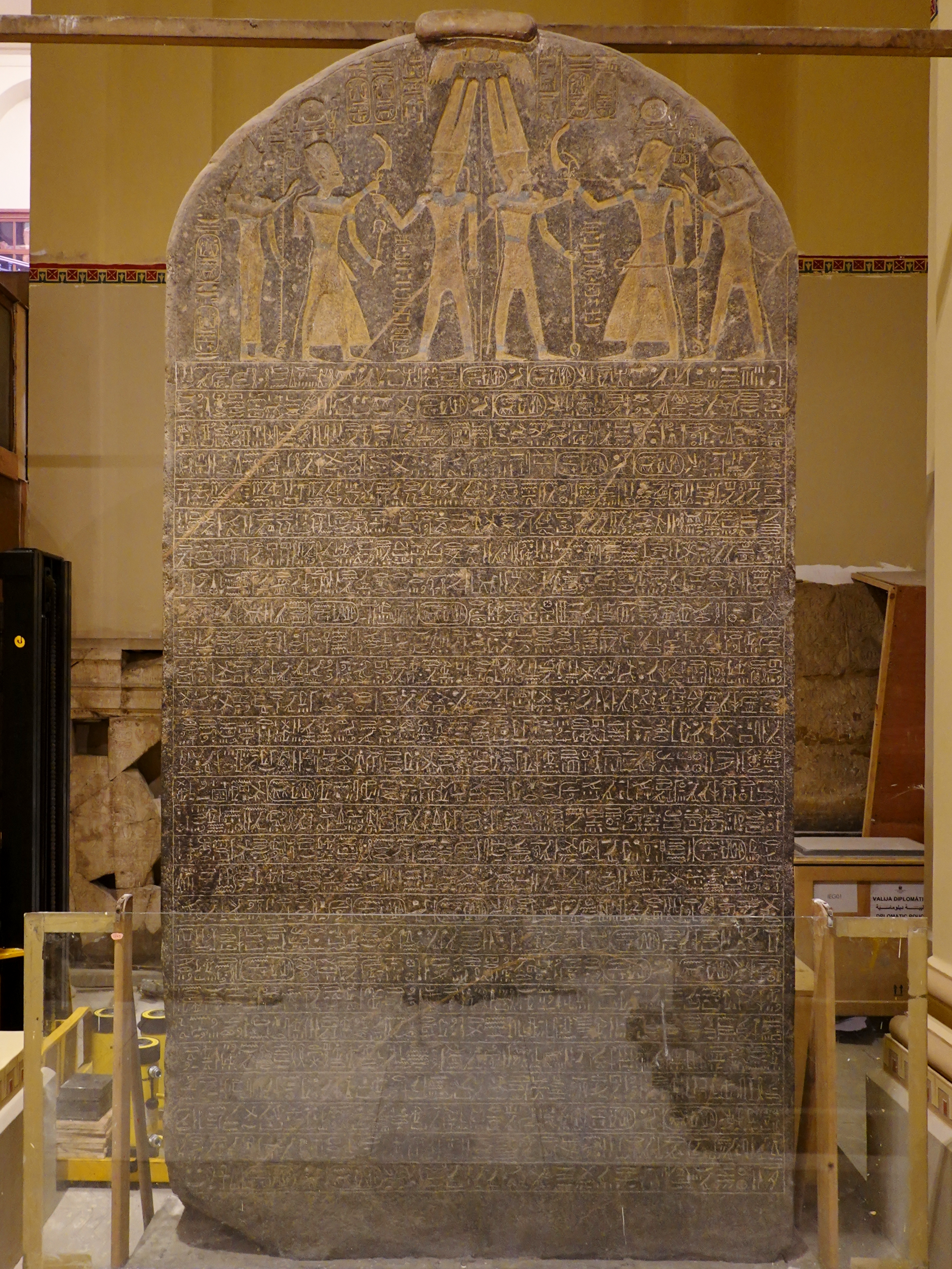
Tấm bia Merneptah hiện lưu trữ tại Bảo tàng Ai Cập ở Cairo

Bia đá được sử dụng rộng rãi tại Ai Cập cổ đại dưới nhiều nhiều mục đích khác nhau như: bia mộ, bia cúng tế và bia kỷ niệm. Các hiện vật khảo cổ cho thấy bia Ai Cập được làm bằng đá hoặc gỗ, hình hộp chữ nhật dẹp, có phần đầu hình bán nguyệt, được sơn màu và khắc chữ cùng hình trang trí.
Bia mộ đã xuất hiện từ rất sớm nhất dưới Vương triều thứ Nhất của Ai Cập dùng để khắc tên và tước hiệu của người được chôn cất. Loại bia này không chỉ dùng để xác nhận danh tính của chủ nhân lăng mộ mà còn có ý nghĩa tâm linh. Từ Vương triều thứ Hai trở đi, chủ nhân lăng mộ thường được tạc trên bia với hình ảnh ngồi trước ban thờ với đồ ăn thức uống cúng tế. Đến thời Trung Vương quốc Ai Cập, các đoạn văn tả cách thức cúng lễ còn khắc trên trán bia.
Bia cúng tế dùng để khắc những lời kinh, lời cầu nguyện để dâng lên các vị thần. Những tấm bia này thường được dựng tại đền thờ như một cách nhắn gửi lời cầu khấn đến các vị thần, hoặc dựng tại nơi chôn cất những con vật thiêng, tượng trưng cho các vị thần. Tên của người cầu khấn và lời cầu xin ngắn gọn thường được khắc lên trên bia.
Bia kỷ niệm là loại bia có nhiều giá trị hơn cả vì nó dùng để ghi lại những sự kiện chính trị quan trọng (Bia Palermo), ghi lại lịch sử (Bia Shabaka), chiến thắng trong chiến tranh (Tấm bia Merneptah) hoặc đánh dấu biên giới được mở rộng (Bia biên giới Semna của Senusret III)

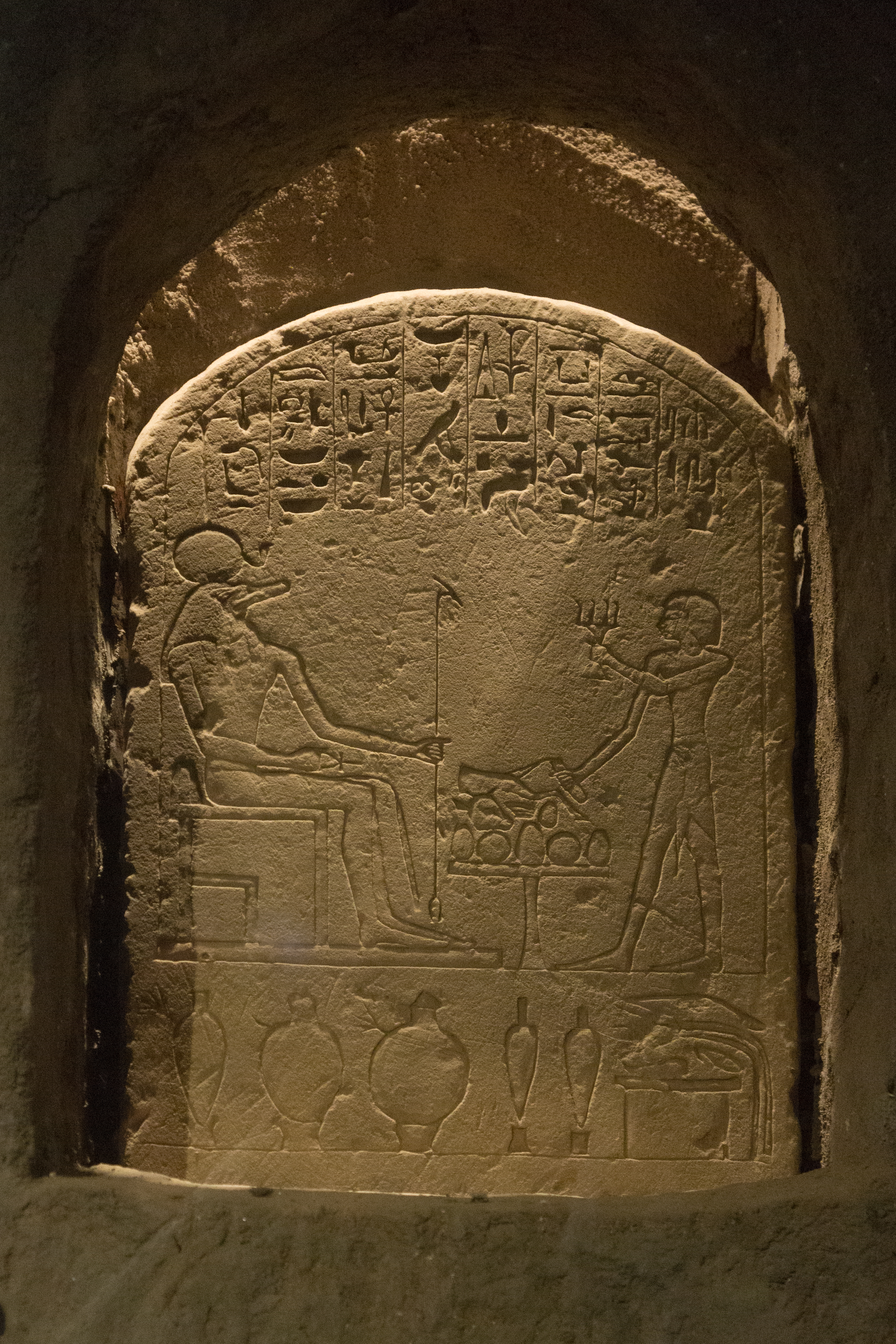
Bia cúng tế thần Sobek tại Bảo tàng Cá sấu (Aswan)
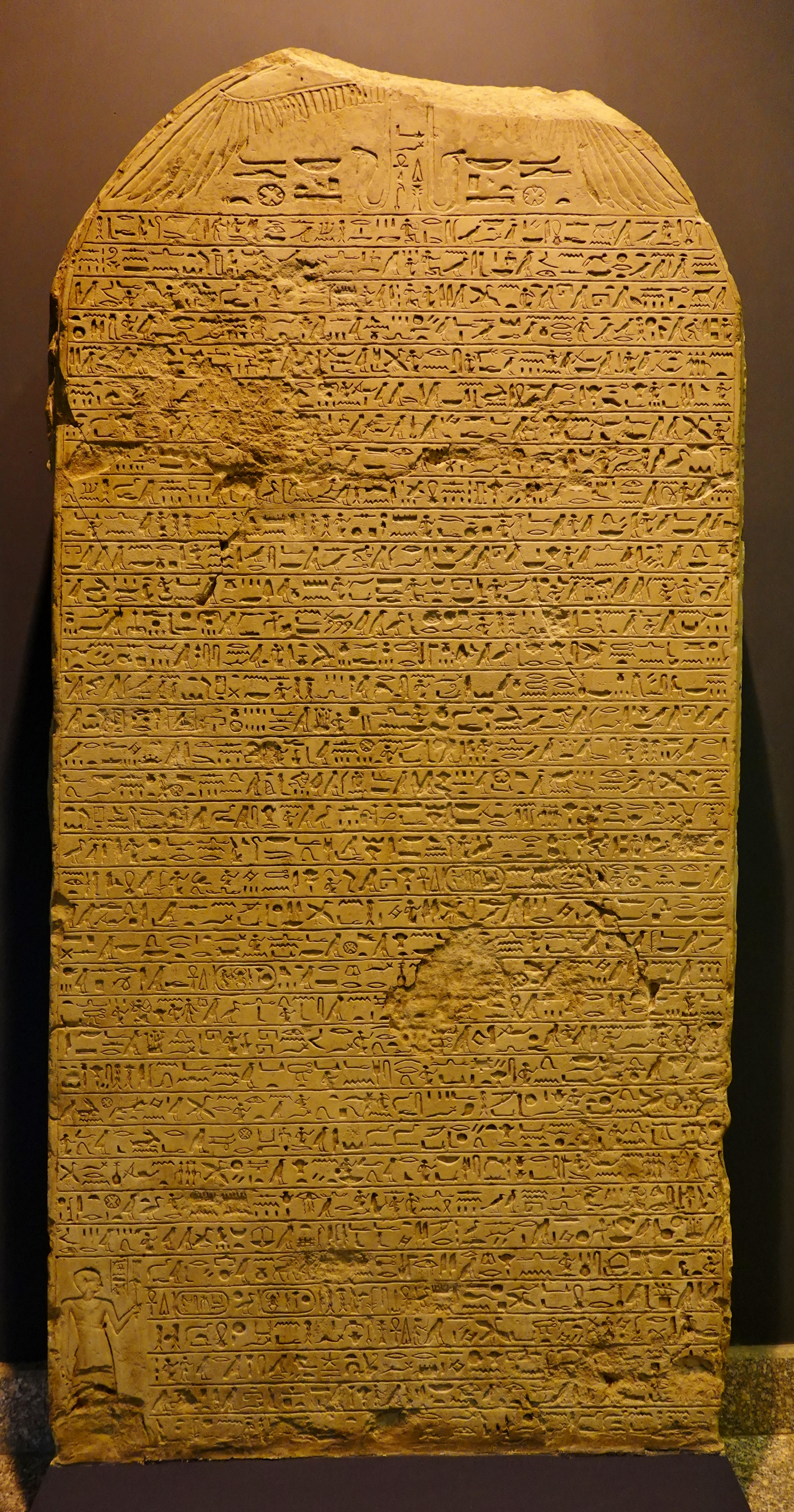
Bia Kamose (khoảng 1550 TCN), chất liệu đá vôi thu được tại Đền Karnak hiện giữ tại Bảo tàng Luxor (Ai Cập)
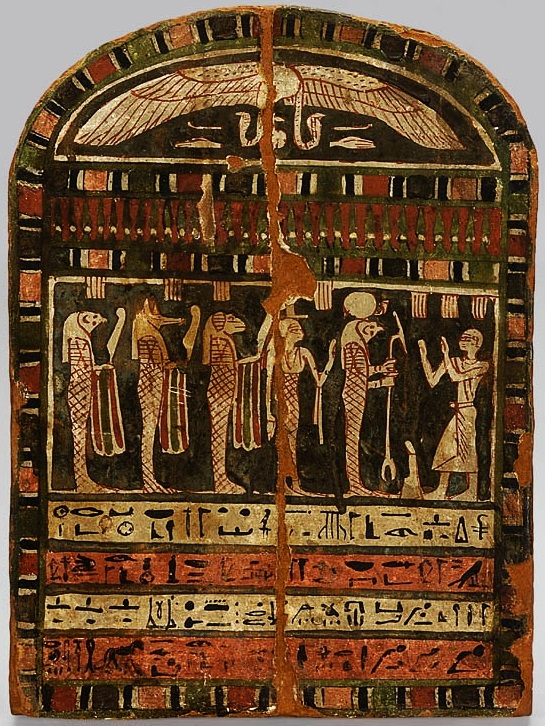
Bia Nacht-Mahes-eru (khoảng 664 – 610 TCN); khắc gỗ màu, hiện giữ tại Bảo tàng quốc gia ở Warsaw (Ba Lan)

## Phương Tây
Tại phương Tây, hình thức bia chủ yếu được sử dụng là bia mộ (tiếng Anh:gravestone, headstone). Nhiều hình thức bia kỷ niệm cũng là một biến thể của bia mộ, dùng để ghi tên một số người đã qua đời tại cùng một thời điểm, một sự kiện lịch sử. Bia có nội dung mang tính chất văn học và lịch sử không phổ biến ở Châu Âu trung cổ.
Thời hiện đại, bia được các kiến trúc sư và nhà điêu khắc phương Tây sử dụng như một hình thức biểu đạt ý niệm nghệ thuật trong các công trình xây dựng và đài tưởng niệm, kết hợp với các tác phẩm điêu khắc tượng tròn, thường gắn liền với chiến tranh và các sự kiện chính trị.

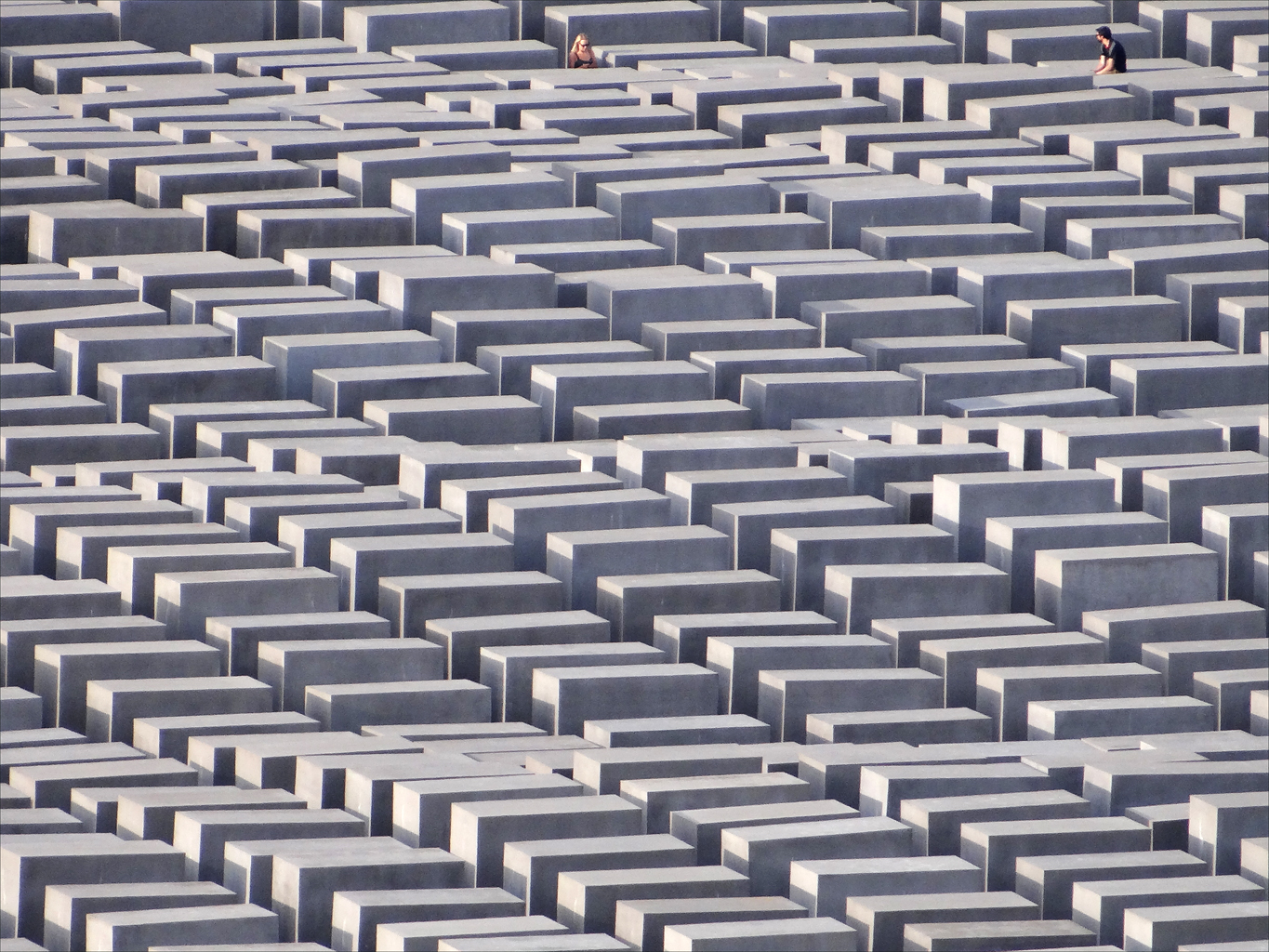
Khu tưởng niệm Holocaust ở Berlin với 2711 tấm bia trống
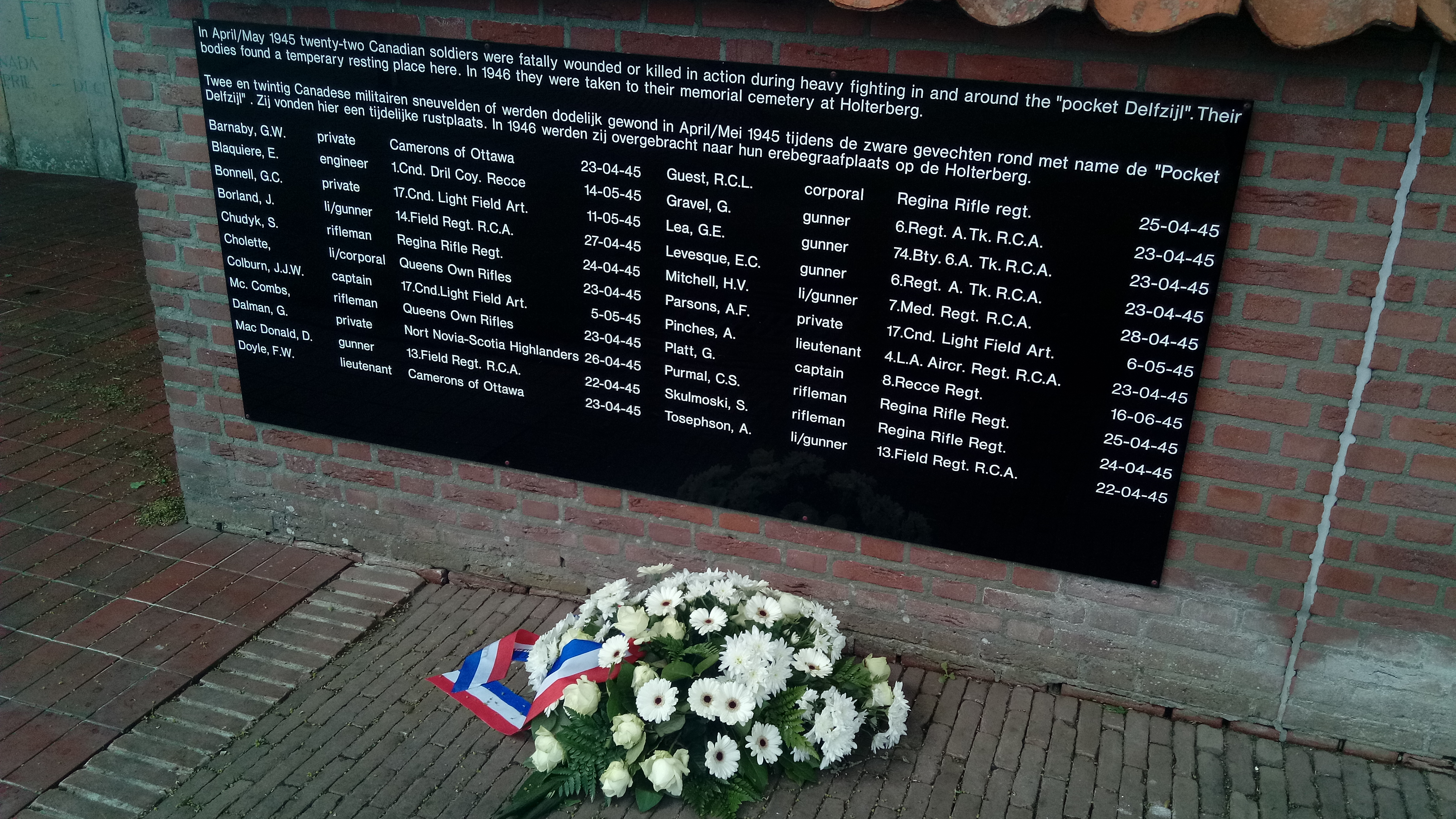
Một tấm bia kỷ niệm ghi tên những người lính Canada đã hi sinh trong Thế chiến II tại Winschoten
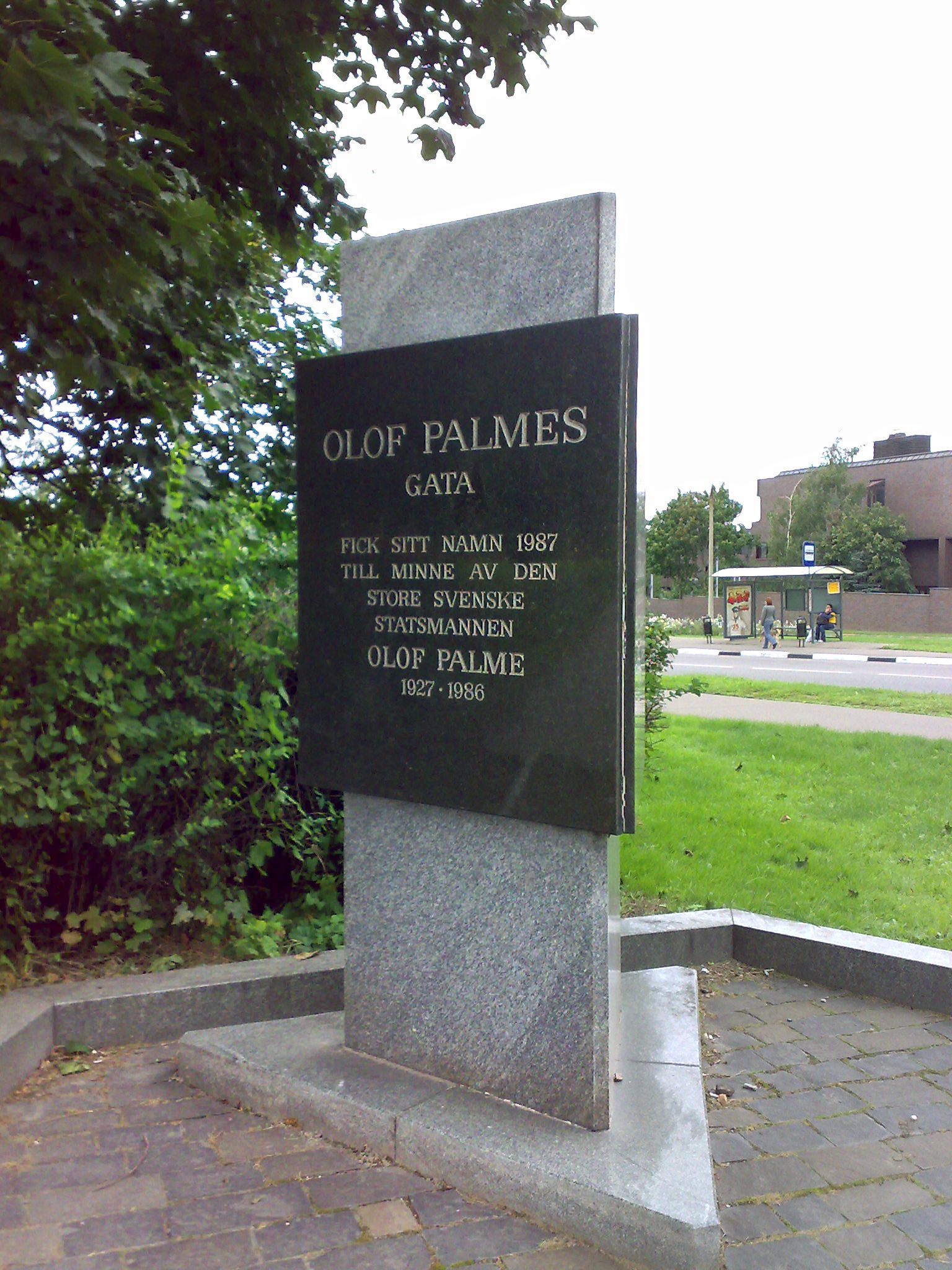
Bia tưởng niệm Olof Palme ghi lại việc đặt tên cho con phố Olof Palme trước Đại sứ quán Thụy Điển tại Moskva
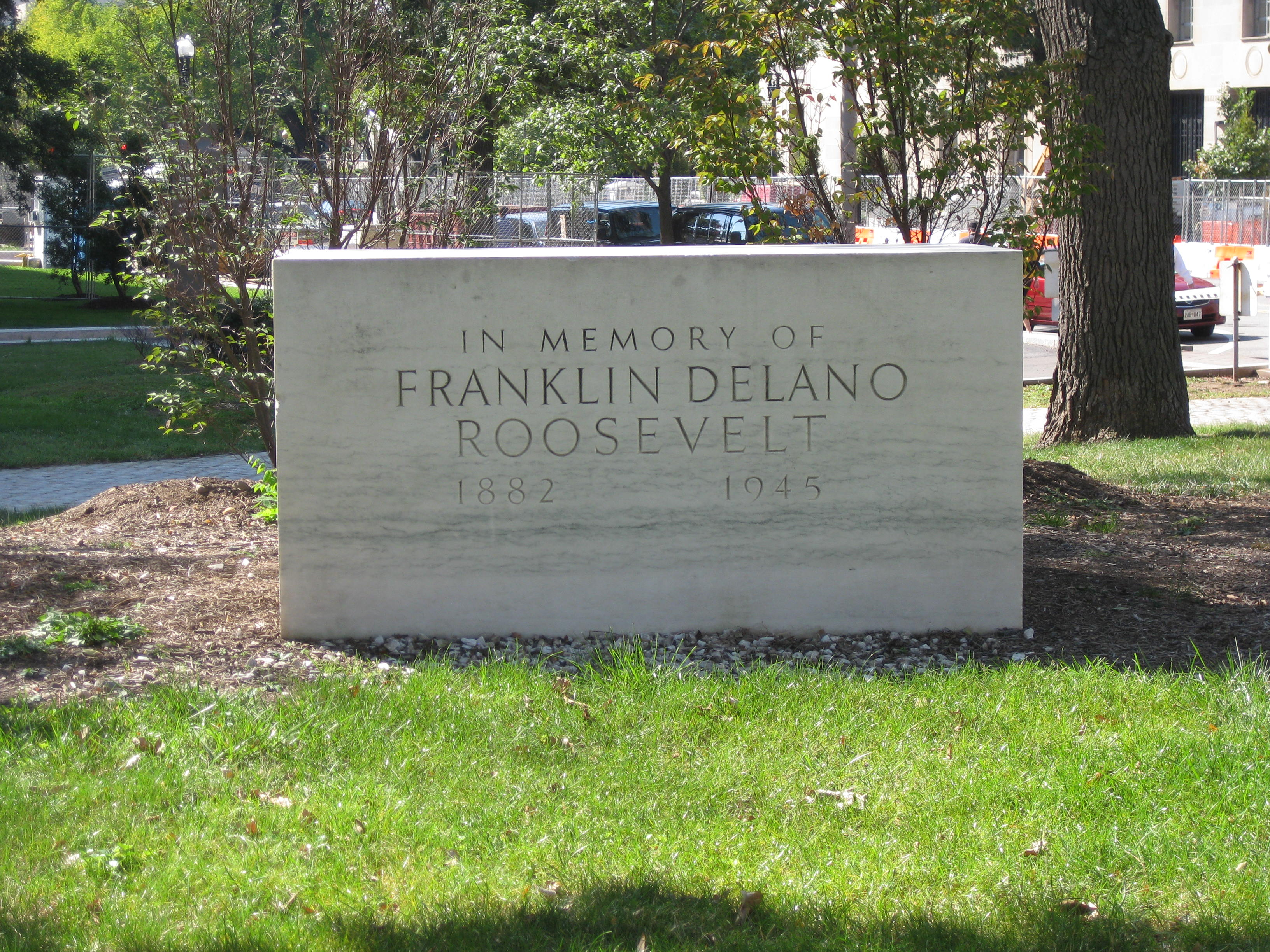
Bia tưởng niệm Tổng thống Franklin Delano Roosevelt tại Washington DC
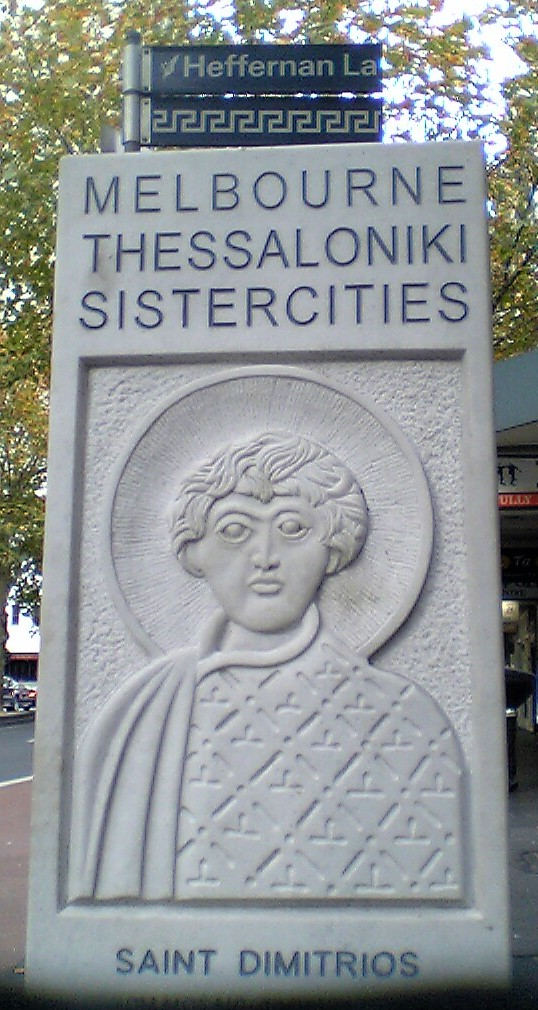
Bia tại Melbourne kỷ niệm việc kết nghĩa với thành phố Thessaloniki

## Đông Á

### Trung Quốc

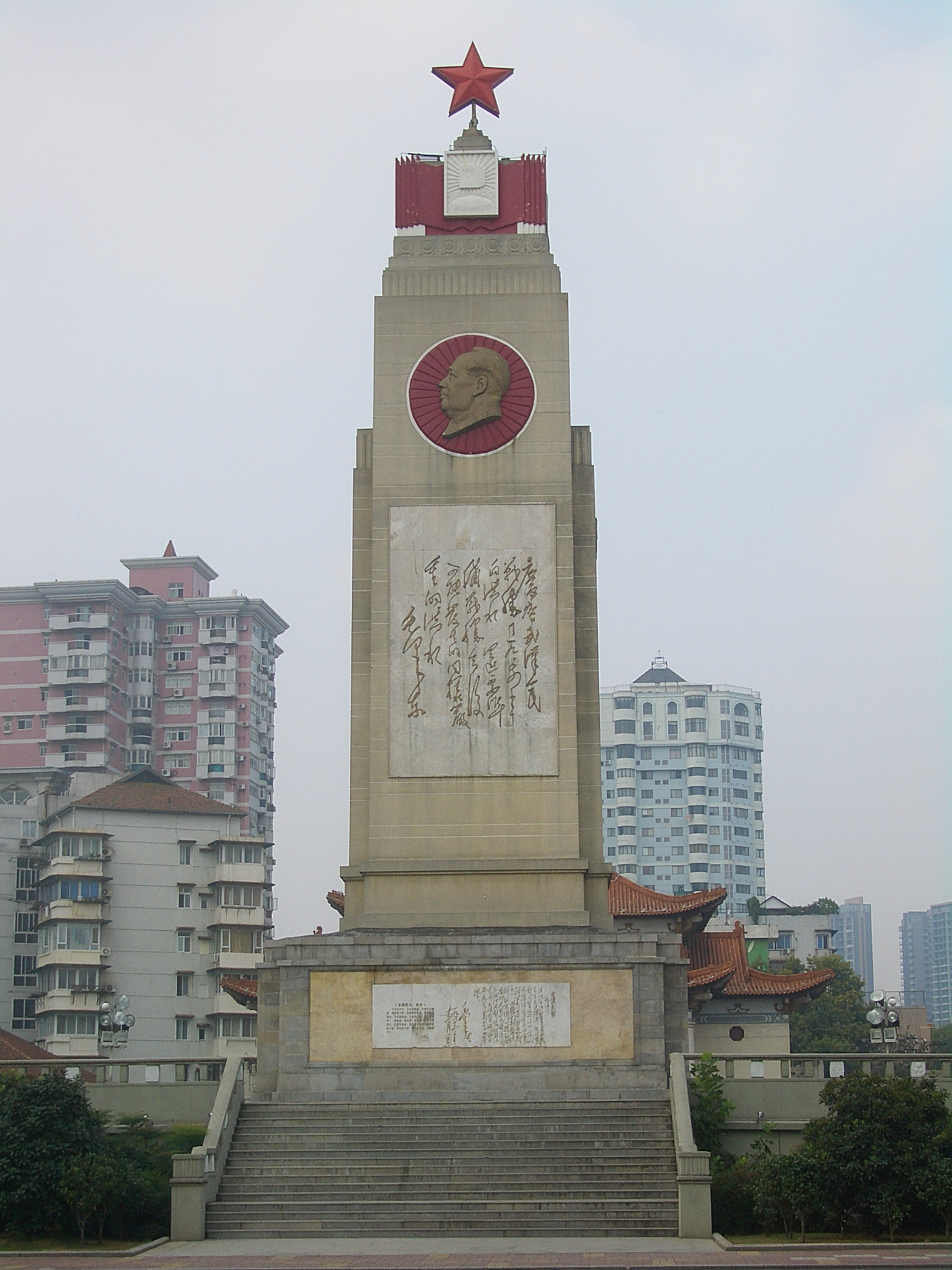
Đài kỷ niệm tại Vũ Hán về trận lũ lịch sử trên sông Dương Tử năm 1954. Tấm bia phía trên khắc bút tích của Mao Trạch Đông, tấm bia phía dưới khắc bài thơ Du vịnh (游泳) do Mao Trạch Đông sáng tác năm 1956

Trung Quốc là một trong những nền văn minh độc lập sử dụng bia đá làm công cụ lưu trữ tư liệu. Bia đá có khắc chữ bắt đầu xuất hiện từ thời Đông Hán, nhưng chỉ từ thời Đường mới thực sự trở thành loại hình khắc chữ lên đá chủ yếu Bia Trung Quốc sử dụng Chữ Hán là chủ yếu và là nguồn tư liệu quan trọng về thư pháp Trung Hoa. Tất cả các kiểu viết chữ Hán cổ đều xuất hiện trên bia đá, cụ thể là bảy kiểu chữ: Giáp cốt văn, Kim văn, Tiểu triện, Lệ thư, Khải thư, Thảo thư, Hành thư. Bia đá ở Trung Hoa cho đến tận thời hiện đại vẫn được dùng để ghi lại các sáng tác văn học của những tác gia và quan lại nổi tiếng, thường là thơ. Rất nhiều bia dùng để lưu lại bút tích và tự dạng của những nhân vật lịch sử quan trọng.
Từ thời Minh, việc dựng bia ở lăng tẩm và phần mộ trở thành một tục lệ trong xã hội. Minh Thái Tổ đã cho ban hành luật lệ chặt chẽ quy định về hình thức của từng loại bia để xác định tôn ti trong xã hội, phân biệt giữa hoàng tộc, quý tộc, quan lại và dân thường. Linh vật Bí Hí bắt đầu xuất hiện từ giai đoạn này như một hình tượng đặc trưng cho con vật đội bia trong văn hóa Trung Hoa.
Ước tính có khoảng 100.000 văn bia ở Trung Quốc còn lại đến nay. Tuy nhiên chỉ khoảng 30.000 văn bia đã được in rập thác bản và số được dịch cùng nghiên cứu còn ít hơn thế nữa.
Cùng với sự ảnh hưởng của Văn hóa Trung Hoa lên các nước thuộc Vùng văn hóa chữ Hán, việc dựng bia và ghi lại minh văn trên bia đã truyền sang các nước như Việt Nam, Triều Tiên và Nhật Bản.

### Triều Tiên và Nhật Bản
Hình thức bia đá có minh văn đã truyền sang Triều Tiên và sau đó là Nhật Bản từ khá sớm. Các bia đá cổ tại Triều Tiên và Nhật Bản hầu như đều sử dụng chữ Hán. Tuy nhiên chữ Hán văn ngôn đã được người sử dụng ở các nước đồng văn biến thể và sử dụng để diễn đạt theo ngữ pháp tiếng Việt Nam, tiếng Triều Tiên và tiếng Nhật Bản.
Bia Bukhansan (北漢山碑- Bắc Hán Sơn Bi) nói về Chân Hưng Vương (540–576) là một trong những tấm bia khắc chữ Hán cổ nhất tìm thấy tại Hàn Quốc. Tấm bia này được công nhận là Quốc bảo Hàn Quốc số 3 vào năm 1962. Bia Namsan sinseng (南山新城碑 - Nam Sơn Tân Thành Bi) năm 591 đã cho lần đầu tiên cho thấy việc diễn đạt tiếng Triều Tiên bằng một hệ chữ viết mới dựa trên Hán Tự gọi là idu.
Việc khắc bia được truyền vào Nhật Bản từ Trung Quốc qua bán đảo Triều Tiên vào khoảng thế kỉ thứ VII. Các bằng chứng khảo cổ cho thấy người Triều Tiên đã di cư đến vùng Kozuke từ khoảng giữa thế kỉ thứ V đến cuối thế kỉ thứ VI. Những người Triều Tiên này đã mang theo văn hóa chữ Hán và Đạo Phật truyền vào Nhật Bản. Tấm bia đá khắc chữ Hán theo ngữ pháp tiếng Nhật sớm nhất tìm thấy được là Bia Yamanoue (山上碑 - Sơn Thượng Bi) tại tỉnh Kozuke (Gunma ngày nay) có niên đại năm 681. Chữ trên bia được khắc theo lối lệ thư.

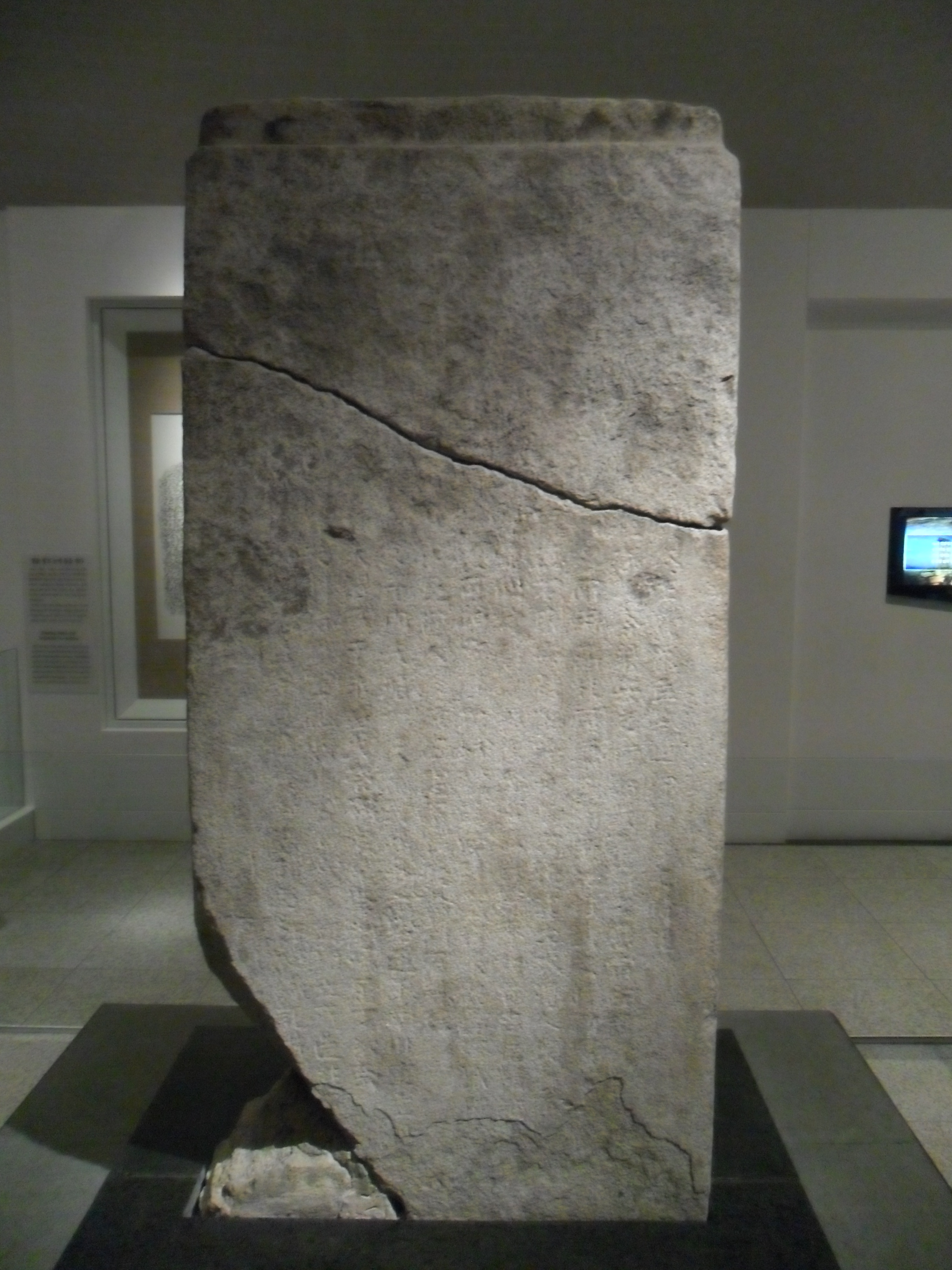
Bia Bukhansan tại Bảo tàng quốc gia Hàn Quốc
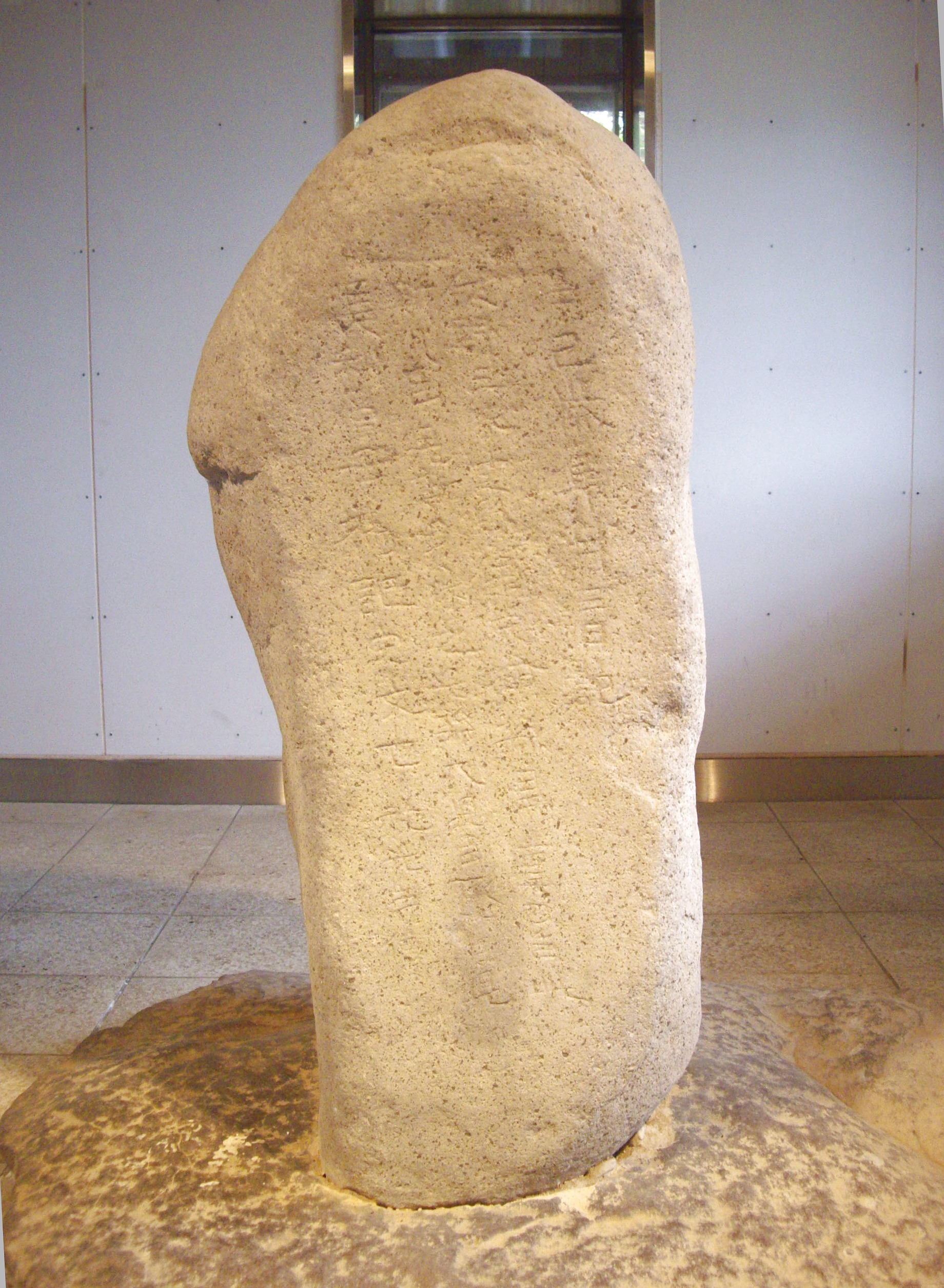
Bia Yamanoue tại Takasaki, Gunma

## Việt Nam

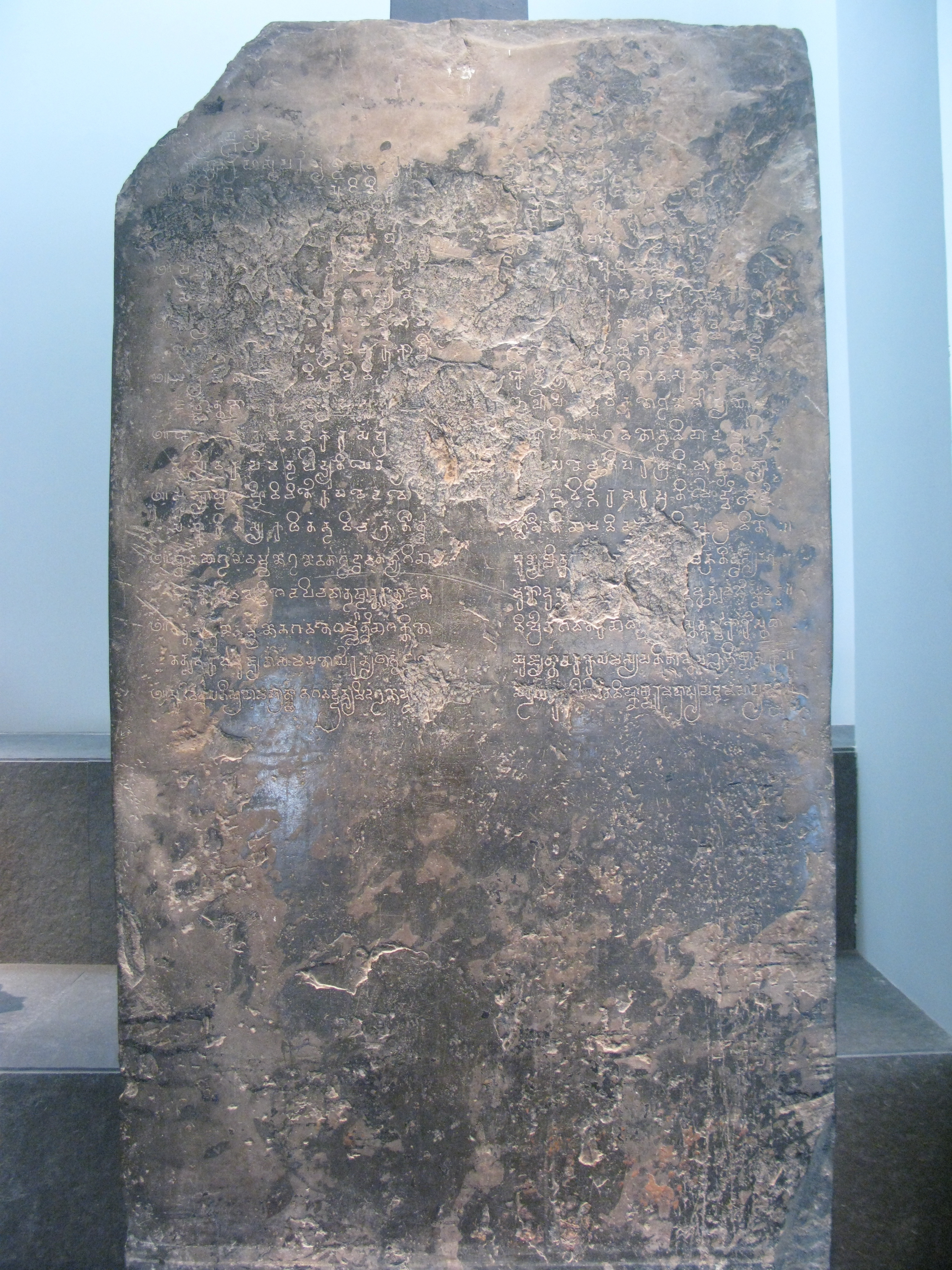
Bia cổ của Vương quốc Phù Nam

Bia tại Việt Nam được sử dụng để ghi chữ viết, nhằm lưu lại tư liệu lâu dài tại một địa điểm xác định. Bia đã xuất hiện từ khi người Việt Nam bắt đầu sử dụng chữ viết tiếng Việt. Do điều kiện khí hậu khắc nghiệt và chiến tranh tàn phá thường xuyên trong lịch sử Việt Nam nên hầu hết bia tại Việt Nam sử dụng chất liệu là đá (bao gồm đá trầm tích, đá sa thạch, đá vôi...). Thời trung đại, Bia đá tại miền Bắc và miền Trung, nơi có người Việt định cư từ lâu đời và phát triển một nền văn hóa rực rỡ với văn tự chữ Hán - chữ Nôm đa số mang hai dạng chữ viết này. Cùng với sự mở rộng lãnh thổ về phía Nam của người Việt cổ, các bia đá với chữ Phạn của Vương quốc Chăm Pa cũng trở thành một phần giá trị trong hệ thống di sản bia tại Việt Nam.
Các nội dung được khắc trên bia đá thường được chuẩn bị kĩ lưỡng, viết theo các thể thức văn học được quy định rõ ràng và được chạm trổ với kĩ thuật cao và mang tính mỹ thuật. Thể thức văn viết này gọi chung là minh (chữ Hán:銘) nghĩa là "văn khắc lên đồ vật". Vì thế trong tiếng Việt thường sử dụng các cụm từ: bài minh, minh văn hay văn bia để nói đến các nội dung ghi lại trên bia mang tính chất văn học. Các nhà nghiên cứu muốn lưu lại nội dung chính xác của văn bia trên đồ vật, thường dùng mực để in rập lên giấy, gọi là thác bản.
Cùng với sự xuất hiện của chữ Quốc ngữ, nhiều bia đá thời cận đại và hiện đại đã sử dụng chữ Quốc ngữ để đông đảo người dân có thể tiếp cận và đọc hiểu. Các bia đá thời hiện đại thường mô phỏng hình thức của bia cổ nhưng sử dụng chữ Quốc ngữ.

### Phân loại

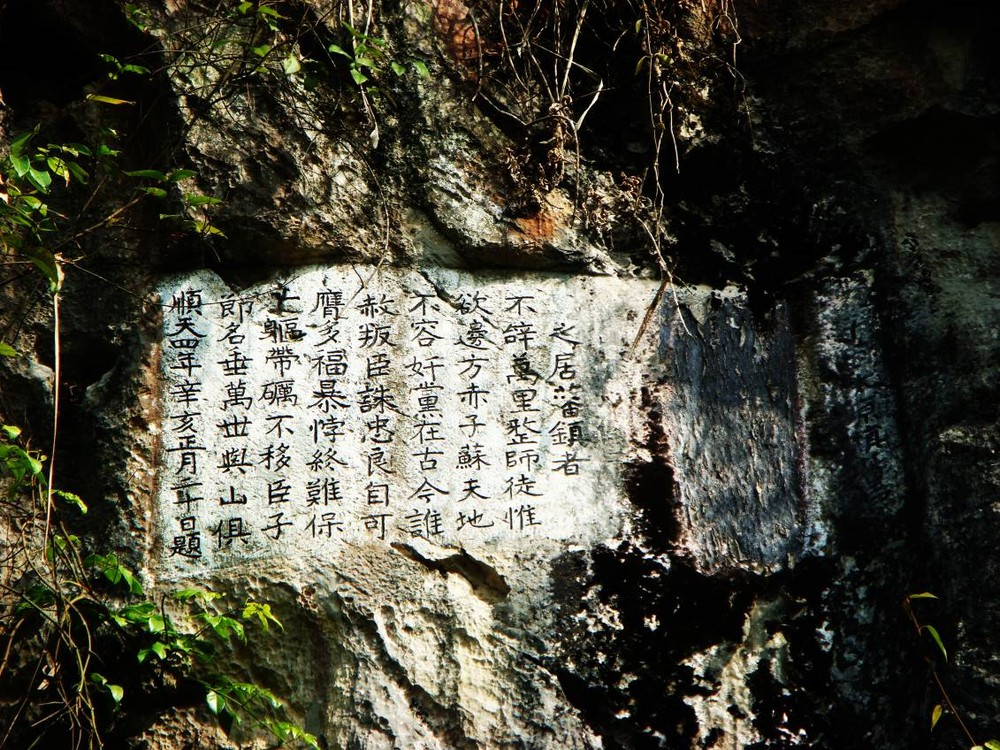
Bia ma nhai ngự chế của Lê Thái Tổ ở Cao Bằng (Bảo vật quốc gia đợt 8)

Bia tại Việt Nam có một số hình thức cơ bản, có thế phân loại như sau:
- Bia đá đứng: Đây là hình thức bia phổ biến nhất. Bia có dạng một tấm đá đứng độc lập, tạc từ một khối đá duy nhất, thường có dạng hình hộp chữ nhật, phần đế có thể được điêu khắc thành các hình dạng nhất định, thân bia có thể được trang trí phức tạp như một tác phẩm điêu khắc. Bia được dựng tại các điểm công cộng, nơi thờ tự nhằm ghi thông tin về địa điểm đặt bia.
- Bia ma nhai (ma nhai thạch khắc - 摩崖石刻): "ma nhai" nghĩa là "mài vào vách núi". Đây là hình thức bia được khắc trực tiếp lên bề mặt vách núi đã mài nhẵn, hình thức đơn giản, thường được làm tại các vùng sơn cước khi không có điều kiện để làm bia đá cầu kì[14].
- Bia mộ: Đây là loại bia thường đặt ở đầu của phần mộ, nằm trong kết cấu tổng thể ngôi mộ, ghi lại thông tin cá nhân ngắn gọn của người chết được chôn trong mộ địa táng. Bia thường không có nhiều nội dung ngoài thông tin về bản thân chủ ngôi mộ nhưng cũng có khi là những tác phẩm văn học. Đây là loại bia chủ yếu được sản xuất tại Việt Nam ngày nay để phục vụ cho việc mai táng. Với các lăng mộ lớn, thường có một bia riêng ghi về cuộc đời người chôn trong lăng, hoặc sự kiện cộng đồng liên quan đến nhân vật đó, bia này thuộc vào loại bia đá đứng chứ không phải bia mộ

### Văn bia Hán Nôm

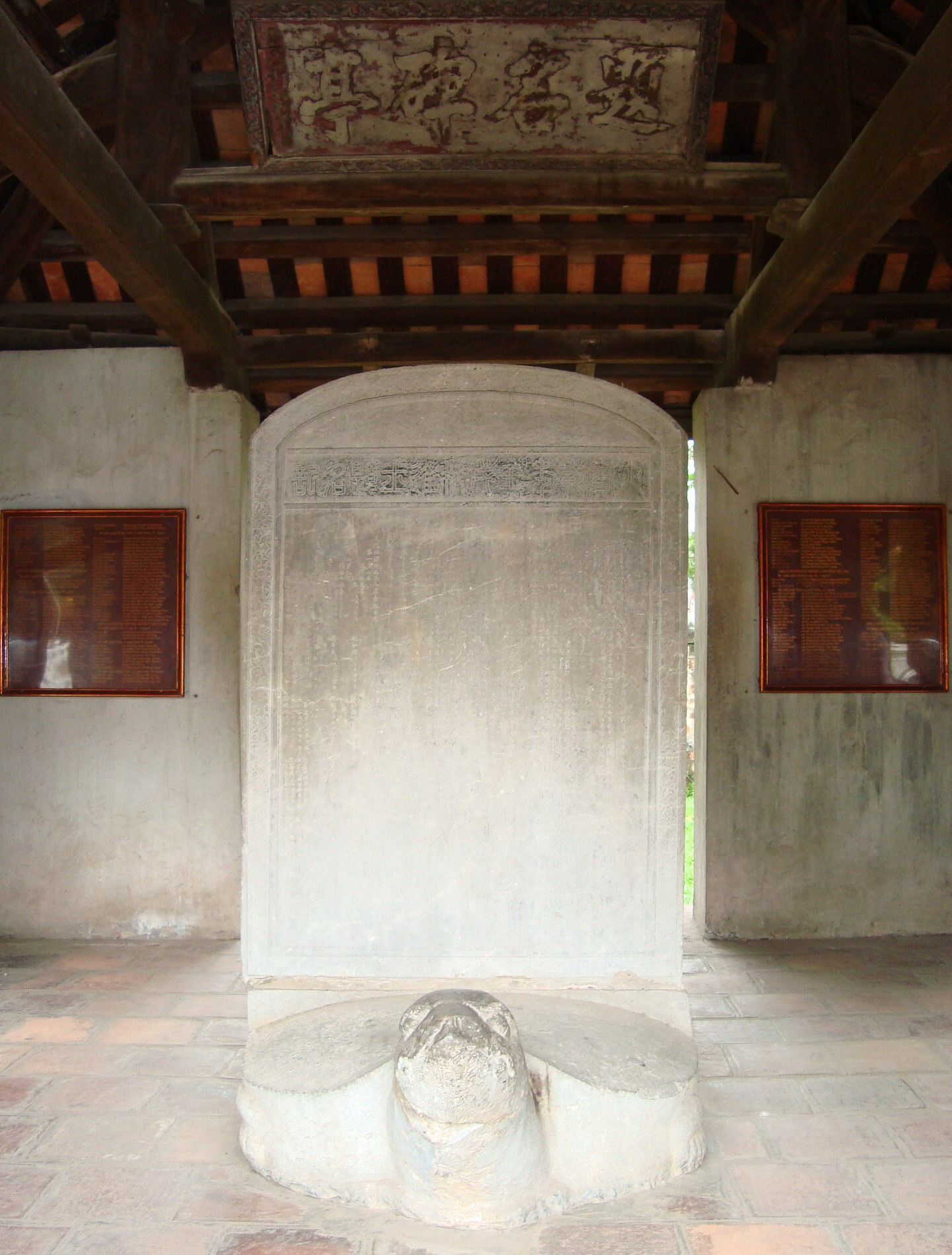
Bia tiến sĩ khoa Nhâm Tuất, niên hiệu Đại Bảo thứ 3 (1442) ở Văn Miếu - Quốc Tử Giám (Hà Nội)

Từ khi Triệu Đà thôn tính nước Âu Lạc khoảng thế kỉ II TCN cho đến khi vua Bảo Đại thoái vị năm 1945, chữ Hán đóng vai trò gần như tuyệt đối, là chữ viết chính thức của Nhà nước trên lãnh thổ Việt Nam. Trong hơn hai nghìn năm đó, người Việt Nam đã sử dụng chữ Hán và sau đó là chữ Nôm để sáng tác trước thuật, để ghi chép các công văn, tài liệu và khắc trên bia đá, chuông đồng, biển gỗ cùng nhiều loại tư liệu thành văn khác. Vì vậy văn bia Hán Nôm có số lượng rất lớn trở thành một nguồn di sản tư liệu quý giá trong việc nghiên cứu và tìm hiểu lịch sử Việt Nam. Đối với nhiều di tích Việt Nam, minh văn khắc trên bia là tư liệu còn lại duy nhất và rất đáng tin cậy để xác định niên đại cũng như quy mô kiến trúc của những công trình không còn tồn tại hay văn bia còn giúp hình dung về những di sản văn hóa phi vật thể.
Ngay từ thế kỷ XV, các nhà nghiên cứu Việt Nam đã chú ý đến các loại hình văn khắc như: 
- Ngô Sĩ Liên sưu tập 2 bài văn bia của Trương Hán Siêu và Lê Quát trong bộ Đại Việt sử kí toàn thư
- Lê Quý Đôn đã sử dụng văn khắc vào bia, vào đỉnh như một nguồn tư liệu chính thức để viết bộ Đại Việt thông sử. Trong tác phẩm Kiến văn tiểu lục, Lê Quý Đôn đã nêu một danh mục gồm 17 bài minh, bài ký khắc trên bia đá chuông đồng thời Lý - Trần
- Bùi Huy Bích đã công bố nhiều bài văn khắc trên bia chuông trong tác phẩm Hoàng Việt văn tuyển
- Lê Cao Lãng đã sao chép 82 bài văn bia trên bia tiến sĩ Văn Miếu Thăng Long để biên soạn cuốn Lê triều lịch khoa tiến sĩ đề danh bi ký

Những năm đầu của thế kỷ XX, Viện Viễn đông Bác cổ Pháp tại Hà Nội đã tổ chức một đợt sưu tập thác bản văn khắc Hán Nôm ở hơn 40 tỉnh trong phạm vi toàn Việt Nam lúc đó. Sau nhiều năm triển khai, kết quả đã thu thập được 11651 đơn vị văn khắc với 20980 mặt thác bản. Từ những năm cuối của thế kỷ XX và những năm đầu của thế kỷ XXI, Viện Nghiên cứu Hán Nôm đã và đang tổ chức tiến hành điều tra cơ bản và thu thập các văn khắc Hán Nôm hiện có ở các địa phương trong cả nước. Kết quả khối lượng tư liệu văn khắc Hán Nôm đã được thu thập khoảng hơn 30000 mặt thác bản có giá trị để bổ sung mới vào kho văn khắc Hán Nôm mà Viện Viễn đông Bác cổ chưa kịp thu thập.

### Một số tấm bia giá trị

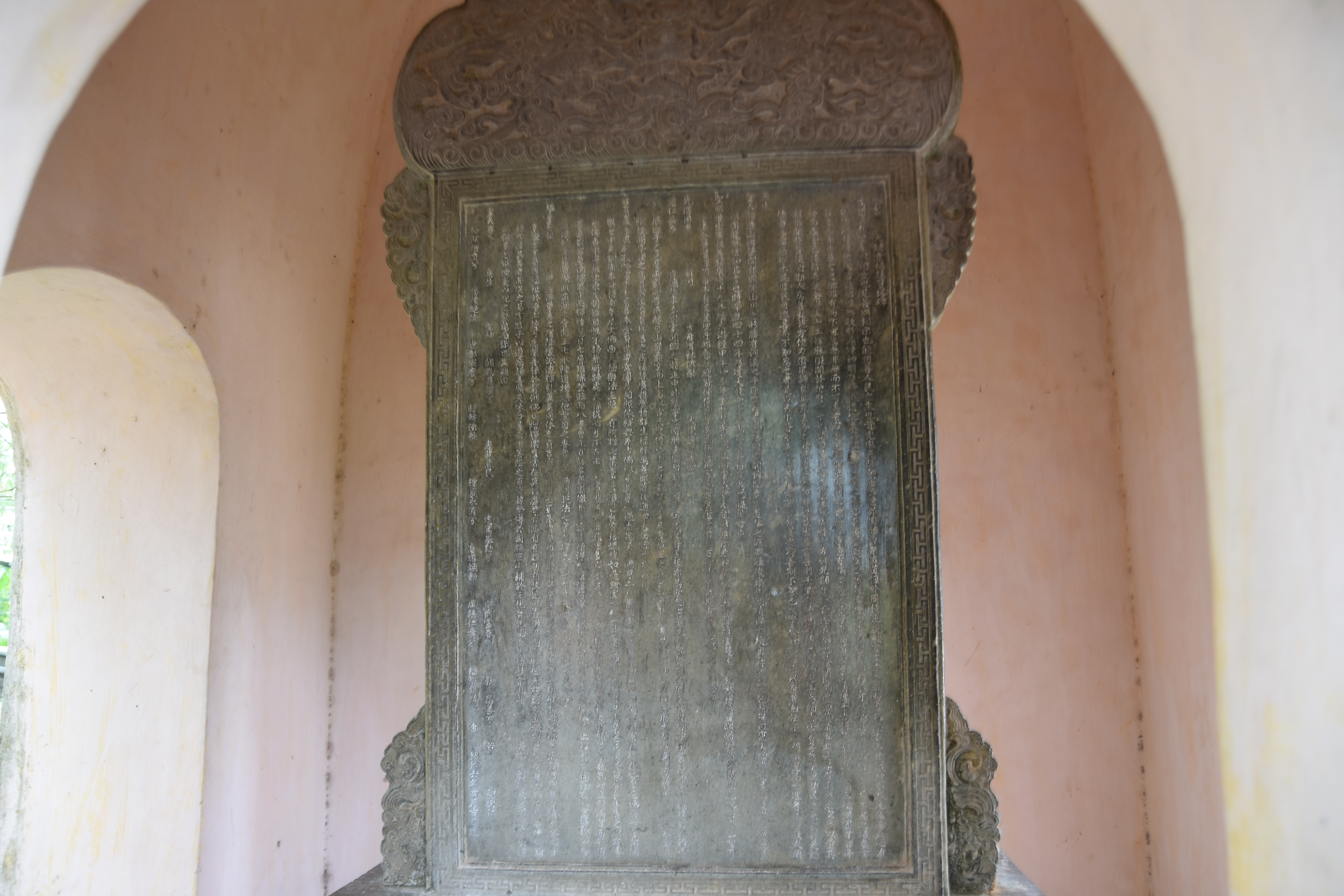
Chữ khắc trên mặt sau bia Ngự kiến Thiên Mụ tự (bảo vật quốc gia đợt 8) tại chùa Thiên Mụ

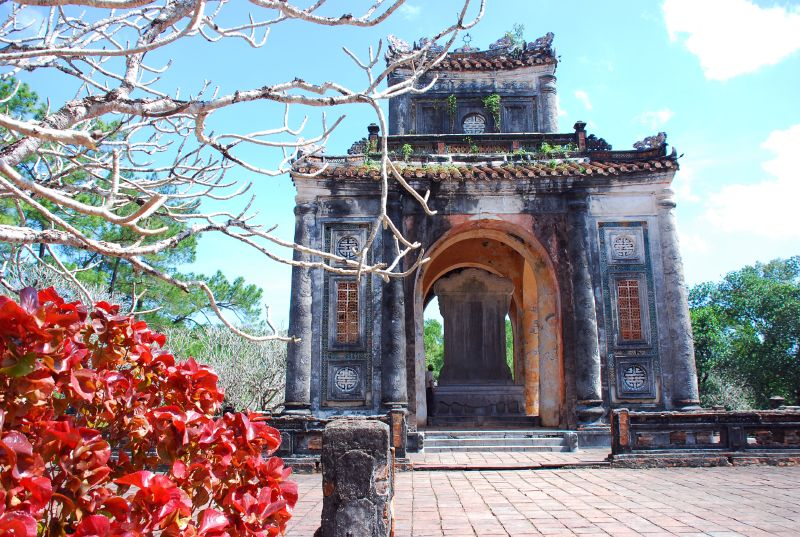
Nhà bia Khiêm Lăng, Huế với tấm bia cổ chữ Hán lớn nhất Việt Nam

Các văn bia còn sót lại sau hàng trăm năm với rất nhiều biến cố lịch sử, chiến tranh, thiên tai ở Việt Nam là những di sản vật thể giá trị của văn hóa Việt Nam. Hầu hết những tấm bia có giá trị văn hóa, lịch sử tiêu biểu đều đã được Thủ tướng Chính phủ Việt Nam công nhận là những Bảo vật quốc gia:
- Bia Võ Cạnh (Bảo vật quốc gia đợt 2) là bia có niên đại ước lượng cổ nhất tìm thấy tại Việt Nam, khắc chữ Phạn.
- Bia Đào Hoàng (đã vỡ đôi) phát hiện tại Nghè thôn Thanh Hoài, xã Thanh Khương, Thuận Thành, Bắc Ninh có niên đại ước lượng khoảng năm 314 và năm 450 (hai mặt bia có niên đại khác nhau). Đây được tạm cho là tấm bia chữ Hán cổ nhất tìm thấy tại Việt Nam tính đến năm 2020[15].
- Bia "Xá Lợi Tháp Minh" (Bảo vật quốc gia đợt 2) là bia khắc chữ Hán có niên đại xác định (năm 601) cổ nhất tìm thấy tại Việt Nam tính đến năm 2012. Trước đó bia chữ Hán cổ nhất tìm thấy là bia Đại Tuỳ Cửu Chân quận Bảo An đạo tràng chi bi văn (大 隨 九 真 郡 寶 安 道 場 碑 文), được Giáo sư Đào Duy Anh phát hiện ở làng Trường Xuân, xã Đông Minh, huyện Đông Sơn (Thanh Hoá), trên có ghi rõ niên đại dựng bia là ngày 8 tháng 4 năm Mậu Dần, niên hiệu Đại Nghiệp thứ 14 (tức ngày 7 tháng 5 năm 618 dương lịch)[16].
- Bia Vĩnh Lăng (Bảo vật quốc gia đợt 2) kích thước rất lớn ở Lam Kinh, do Nguyễn Trãi viết nội dung, chỉ trong 750 chữ tóm lược cả cuộc đời Lê Thái Tổ.
- Bia Ma nhai của vua Lê Thái Tổ (Bảo vật quốc gia đợt 5 và đợt 8) ở Lai Châu và Cao Bằng xác nhận chủ quyền ở các tỉnh miền núi phía Bắc.
- Bia điện Nam Giao (Bảo vật quốc gia đợt 4) là một trong những bia lớn và tranh trí đẹp nhất thời Lê Trung Hưng, tư liệu duy nhất mô tả chi tiết về Đàn Nam Giao Thăng Long.
- 40 bia ma nhai ở Động Kính Chủ (Bảo vật quốc gia đợt 6) là nơi tập trung nhiều bia ma nhai nhất.
- Về số lượng thì nhóm bia tiến sĩ Văn Miếu Thăng Long (Bảo vật quốc gia đợt 3) với tổng cộng là 82 phiến đá lớn dựng trên lưng rùa đá là cụm bia nhiều nhất và lưu giữ tư liệu liên tục lâu nhất trong khoảng ba thế kỉ.
- Về kích thước, bia Khiêm Cung Ký ở Khiêm Lăng (Bảo vật quốc gia đợt 4) là tấm bia cổ lớn nhất Việt Nam, cao 5 mét.